# Hungersnot in Kasachstan von 1930–33
Die Hungersnot in Kasachstan von 1930–1933 (kasachisch: ашаршылық, aşarşylyq: Hunger, Hungersnot) war ein Teil der Hungersnot in der Sowjetunion der 1930er-Jahre, welcher in der Kasachischen Autonomen Sozialistischen Sowjetrepublik ab 1930 mehr als eine Million Menschenleben kostete.
Die genaue Opferzahl ist umstritten, und die Feststellung der Verlustzahlen wird durch Chaos in der sowjetischen Bürokratie, Massenemigration der hungernden Bevölkerung und die Einwanderung der Opfer der osteuropäischen Entkulakisierung zusätzlich erschwert. Besonders Kasachen und Ukrainer waren überdurchschnittlich von der Hungersnot betroffen.
Die kasachische Hungersnot wurde, wie die etwas späteren ukrainischen („Holodomor“) und südwestrussischen Hungersnöte, durch stalinistische Wirtschafts- und Agrarpolitik ausgelöst. Inwiefern sie gezielt eingesetzt wurden, um die nationale Identität der betroffenen Länder zu brechen, ist gegenwärtig Forschungsthema. In Kasachstan spielte vor allem die stalinistische Politik der Sedentarisierung eine Rolle, unter welcher die nomadischen Viehzüchter Kasachstans in die Sesshaftigkeit gezwungen wurden. Den Nomaden wurden Getreideabgabenquoten aufgezwungen, die sie ohne Verkauf ihres Viehs nicht erfüllen konnten. Das Getreide, für welches sie ihr Vieh abgaben, erhielt wiederum die Staatsmacht. Ohne Vieh und Getreide waren die Nomaden dem Hungertod ausgesetzt.
In der heutigen Republik Kasachstan, seit Dezember 1991 unabhängig, gibt es erst seit den 2010er-Jahren eine wachsende Erinnerungskultur an die Hungersnot. Die politische Führung des autokratischen Machthabers Nursultan Nasarbajew war bedacht, die enge Beziehung zur Russischen Föderation nicht durch einen zu großen nationalen Fokus auf die Hungersnot aufs Spiel zu setzen (so wie es etwa im Fall der Ukraine passiert ist).

## Politische Zugehörigkeit Kasachstans in den frühen 1930er-Jahren
Kasachstan war zwischen 1920 und 1936 als ASSR innerhalb der Russischen SFSR organisiert. Zwischen 1920 und 1925 hieß die Teilrepublik Kirgisische ASSR (auch „erste Kirgisische ASSR“ genannt). In der russischen Sprache werden die Kasachen veraltet auch Kirgisen und die Kirgisen stattdessen Karakirgisen genannt. 1925 erfolgte auf Wunsch der kasachischen Führung die Umbenennung in Kasachische ASSR (KASSR). Erst mit der Sowjetischen Verfassung von 1936 wurde Kasachstan als eigenständige Kasachische SSR aus dem Verbund der RSFSR herausgelöst.:ix
Im Jahr 1933 grenzte die KASSR im Norden an den Rest der RSFSR, im Süden an die ebenfalls der RSFSR zugehörigen Karakalpakische ASSR (bis 1932 als Karakalpakische Autonome Oblast Teil der Kasachischen ASSR, ab 1936 Teil der Usbekischen SSR), im äußersten Südwesten an die Turkmenische SSR, und im Südosten an die Kirgisische ASSR (auch „zweite Kirgisische ASSR“ genannt), aus der im Jahr 1936 die Kirgisische SSR wurde.:xiv

## Geschichtlicher Hintergrund
Zentralasien unterschied sich in den 1920er-Jahren infrastrukturell stark vom europäischen Teil der Sowjetunion. Während der Zeit des Russischen Kaiserreiches wurden in Zentralasien zwar zum Zwecke des Ackerbaus viele Russen, Ukrainer und Deutsche (Kasachstandeutsche) angesiedelt, aber die einheimischen Kasachen blieben, ebenso wie die anderen zentralasiatischen Völker (Kirgisen, Tadschiken, Turkmenen, Usbeken) ihrer eigenen Lebensweise größtenteils treu. Statt sesshaften Ackerbau zu betreiben, lebten diese Volksgruppen größtenteils von nomadischer oder halbnomadischer Viehzucht. Lediglich 23 % der kasachischen Bevölkerung waren in den späten 1920er-Jahren komplett sesshaft. In Kasachstan waren in den 1920er-Jahren die „großen Bais“, mächtige und wohlhabende Nomadenführer, immer noch ähnlich einflussreich wie in der Zarenzeit. In den 1920er-Jahren bestand die Bevölkerung Kasachstans aus 57,1 % Kasachen, 19,6 % Russen und 13,2 % Ukrainern. Die anderen Volksgruppen (Usbeken, Deutsche etc.) waren wesentlich kleiner.

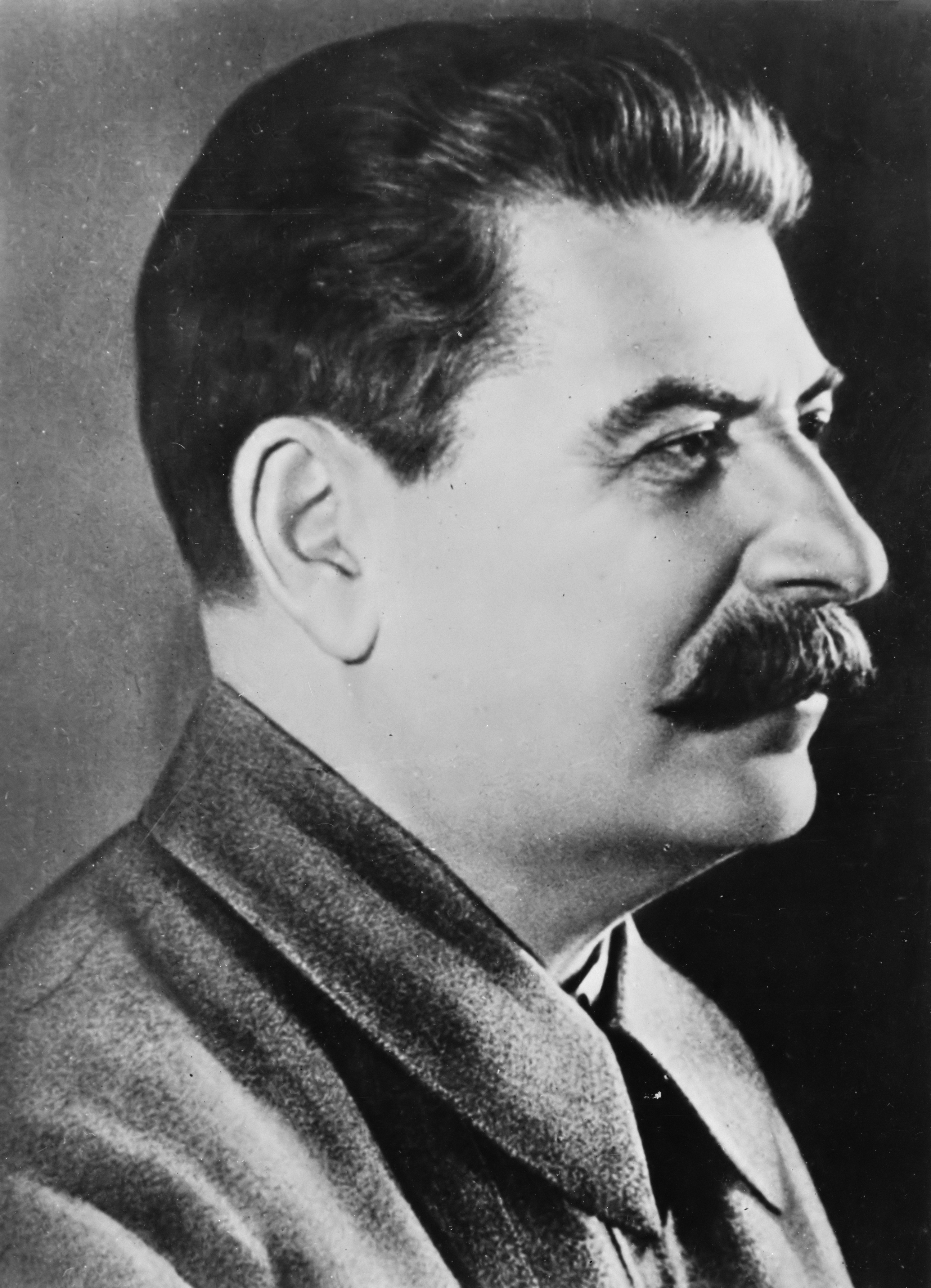
Josef Stalin führte mit seinen radikalen Reformen ab 1928 die Hungersnot herbei.

Zwischen 1916 und 1922 hatte Kasachstan unter einer schweren Landwirtschaftskrise gelitten, in Folge derer hunderttausende Kasachen zu Tode kamen. 1921/22 war der Nordwesten Kasachstans außerdem von der sowjetrussischen Hungersnot betroffen. Die sowjetrussische Führung der Regierung Lenin setzte unter dem Wirtschaftssystem des „Kriegskommunismus“ (1917 bis 1921) Getreidezwangsabgaben durch, die unter der darauffolgenden „Neuen Ökonomischen Politik“ („NEP“, 1921 bis 1928) gelockert wurden. Dennoch waren die ethnischen Kasachen durch die 1920er-Jahre hindurch vom Sowjetsystem entfremdet. Schulbesuch war selten, der Analphabetismus war weit verbreitet und die Wehrpflicht unbeliebt, auch wenn die meisten ethnischen Kasachen aufgrund der hohen Armut und der großen regionalen Autonomie ohnehin von der Wehrpflicht befreit waren. Im Ersten Weltkrieg hatte der zaristische Versuch, im Jahr 1916 die allgemeine Wehrpflicht in Zentralasien durchzusetzen, zum Aufstand der Basmatschi gegen den Zaren und seine Wehrpflichts- und Kolonistenpolitik geführt und 1.000.000 Kasachen und Kirgisen das Leben gekostet oder zur Flucht über die chinesische Grenze bewegt.
Kasachstan war für die Führung der Sowjetunion als mögliches Getreideanbaugebiet interessant, und besonders der Norden und Osten Kasachstans sollten in den Planungen der Sowjetführung für den Ackerbau erschlossen werden. Ab 1928 wurde aggressiv die Politik der Sedentarisierung vorangetrieben (auch wenn diese Politik erst ab Winter 1929/1930 explizit so genannt wurde). Die Sedentarisierung gehörte zu den „sozialistischen Offensiven“ der Regierung Stalin, welche die teilweise marktwirtschaftliche NEP durch eine radikale staatsgetriebene und wirtschaftlich zentralisierte Industrialisierungspolitik ersetzten.

Oberhaupt der KASSR von 1925 und 1933 war Filipp Issajewitsch Goloschtschokin.

Der führende regionale Politiker in der KASSR war zwischen 1925 und 1933 Filipp Issajewitsch Goloschtschokin.
Die Sowjetpolitik zur Eingliederung Kasachstans und der kasachischen Lebensweise in die UdSSR verlief in vier Schritten:
1. Beschlagnahmung des Land-, Geld- und Viehbesitzes der großen Bais („Debaiisierung“).
2. Größere Eingliederung junger männlicher Kasachen als Wehrdienstleistende in den sowjetischen Militärdienst.
3. Die Einführung der Kategorie der „Traditionsverbrechen“, um einheimische Lebensweisen zu kriminalisieren.
4. Ansiedlung europäischer Kolonisten (ab April 1929).

Bereits im ersten Winter der Sedentarisierungspolitik, dem Winter 1927/28, begann die Emigration vieler Nomaden aus Kasachstan, die ab 1930 zu einem gewaltigen Menschenstrom anschwellen würde.
Ab Februar 1929 begann die Zwangskollektivierung in der Sowjetunion, um die sowjetischen Bauern in Kolchosen und Sowchosen einzuteilen. In Kasachstan waren von der Zwangskollektivierung zunächst die europäischen Kolonisten betroffen, die sesshaften Ackerbau betrieben und die besonders im Norden und Osten Kasachstans lebten. Im Winter 1929/30 sahen sich viele Bauern gezwungen, in die Kolchosen zu ziehen. Es kam daraufhin in Kasachstan und anderen Teilrepubliken zu Unruhen der Landbevölkerung.
Stalin verfasste in Reaktion auf die unionsweiten Bauernunruhen den Artikel „Vor Erfolgen von Schwindel befallen. Zu den Fragen der kollektivwirtschaftlichen Bewegung“, veröffentlicht am 2. März 1930 in der Prawda. Stalins Reformversprechen führte in Kasachstan wiederum zu einem Massenexodus aus den Kolchosen im Frühjahr 1930. Es kam unter Parteifunktionären zu einem temporären Rückzug von den Kollektivierungsmaßnahmen, da sie durch Stalins Erklärung in der Prawda verunsichert worden waren.
Es gab ab 1930 einen rapiden Bevölkerungszuwachs in Kasachstan, da ukrainische und russische Opfer der Entkulakisierung ostwärts deportiert wurden. Etwa 200.000 bis 300.000 „entkulakisierte“ Bauern wurden zwischen 1930 und 1934 Bewohner Kasachstans.

## Verlauf der Hungersnot
Die KASSR war der Teil der Sowjetunion, wo die sowjetische Hungersnot der 1930er-Jahre zuerst sichtbar wurde.
Nach den unionsweiten Bauernunruhen des Winters 1929/1930 wurde ab April 1930 durch die kasachischen Funktionäre der KPdSU festgestellt, dass es sich vor allem in den Nomadenregionen etabliert hatte, das für die Abgabenquoten benötigte Getreide zu kaufen und dafür als Währung Vieh zu benutzen. In einigen Distrikten der KASSR waren im April 1930 die Viehzahlen bereits um 35 % gesunken.
Im September 1930 kam es unter den Nomaden im Kasalinsk-Gebiet der Region Kysyl-Orda zu Unruhen, nachdem fast die Hälfte der Getreideabgaben der Region dem Kasalinsk-Gebiet aufgebürdet worden waren.
Zu den ersten lokalen Lebensmittelengpässen war es schon 1928 und 1929 gekommen, aber mit der wachsenden Zahl der Nomadenunruhen des Jahres 1930 verstärkten sich auch Härte und Anzahl der lokalen Hungersnöte in Kasachstan.
Im Verlauf des Jahres 1930 gab es einen drastischen Anstieg der Zahl der Emigranten, die seit Winter 1927/1928 die KASSR verließen.
Ende 1930 urteilte eine Moskauer Kommission, dass die im Winter 1929/1930 öffentlich angeordnete Politik der Sedentarisierung seit Mitte 1930 zum Stillstand gekommen war. Der Sedentarisierungsplan hatte vorgesehen, bis Ende 1933 544.000 Menschen im Umkreis der sogenannten „Sedentarisierungspunkte“ anzusiedeln, aber bis Winter 1932/1933 waren lediglich 70.000 Familien diesem Aufruf gefolgt.
Es gab mehrere Gründe für das Scheitern der Sedentarisierungspolitik:
1. Unter den Nomaden herrschte ein generelles Misstrauen gegenüber der Regierung und der Sedentarisierungspolitik.
2. Viele Nomaden verließen die Sedentarisierungspunkte, nachdem Hunger und ansteckende Krankheiten (sowohl für Menschen als auch für Vieh) dort zu einem kritischen Problem wurden.
3. Geldmittel und Baumaterialien, die von der Sowjetregierung für den Bau von dauerhaften Unterkünften vorgesehen waren, waren begrenzt.
4. Die meisten Sedentarisierungspunkte waren vor ihrer Designierung nicht ausreichend auf ausreichende Wasserversorgung und ausreichendes Weideland geprüft worden.
5. Ethnische Kasachen unter den KPdSU-Funktionären hielten die Sedentarisierung schnell für eine Todesfalle für ihre Landsleute und sabotierten den Prozess.

Im Winter 1930/1931 kam es zu einer neuen Welle von Zwangskollektivierungen, aber diesmal ohne einen Rückzug der Staatsautorität, wie es ihn im März 1930 gegeben hatte, im Frühjahr 1931. Wie bereits im Vorjahr gab es auch diesmal einen Rückgang der Ernteerträge. Der Anteil des beschlagnahmten Getreides an der Gesamternte stieg von 33 % auf 39,5 %. Gleichzeitig kam es durch die Entkulakisierungskampagne zusätzlich zu einem Anstieg der Konsumentenzahlen, da zwischen 1930 und 1931 mindestens 200.000 „entkulakisierte“ Bauern, die meisten von ihnen Russen, nach Kasachstan deportiert worden waren.
Ab 1931 gab es regelmäßig Nomadenunruhen gegen die Kollektivierungskampagnen. Manche der Aufstände umfassten vierstellige Zahlen von Rebellen und wurden durch die Rote Armee niedergeschlagen. Die Landnutzungsverhältnisse in Kasachstan waren in stetigem Wandel, und den kasachischen Nomaden wurde aufgrund ihrer geringeren wirtschaftlichen Bedeutung für die Staatsziele oft das schlechteste Land zugewiesen. Auch die Volkszugehörigkeit der KPdSU-Funktionäre spielte eine große Rolle: Die slawischen Parteifunktionäre hielten es für die Aufgabe ihrer kasachischen Genossen, die Sedentarisierung voranzutreiben. Die kasachischen Funktionäre hingegen sabotierten den Sedentarisierungsprozess. Oft rieten sie es ihren Landsleuten, Kasachstan zu verlassen, statt sich der Sedentarisierung zu unterwerfen.
Anfang 1931 bestätigte das territoriale Parteikomitee („Kraikom“) den finalen Angriff auf die unabhängigen Viehzüchter in Kasachstan. Ziel war es, Viehbesitz von den freien Züchtern zu den Kolchosen umzuschichten. Im Jahr 1931 kam es bei der Beschlagnahmungsrate des bäuerlichen Viehs in der KASSR zu einem Rekordwert von 68,5 %. Das meiste beschlagnahmte Vieh wurde zur Versorgung der Großstädte der KASSR benutzt oder ganz aus Kasachstan herausgebracht, um stattdessen Kolchosen in anderen Teilen der Sowjetunion zugeführt zu werden. Viele Nomaden töteten und verzehrten ihr Vieh, statt es der Staatsmacht zu überlassen. Zwischen 1928 und 1934 sank der Anteil, den das kasachische Vieh am Gesamtbestand der UdSSR ausmachte, von 18 % auf 4,5 %.
Die Zwangskollektivierungen des Jahres 1931 und die darauf folgenden Nomadenunruhen leiteten die Hauptphase der Hungersnot in der KASSR ein. Im Herbst 1931 litt ein großer Teil der nomadischen Bevölkerung an der Hungersnot. Ab Frühling 1932 kamen zusätzlich noch die europäischen Kolonisten in Hungersnot. Die hungergeplagte Bevölkerung wurde von Typhus, Skorbut und Pocken heimgesucht. Während die Hungerprobleme des Jahres 1930 noch lokal und regional gewesen waren, herrschte im Jahr 1931 in ganz Kasachstan flächendeckend Hungersnot.
Am 9. September 1931 wurde erlassen, zumindest 37 % des beschlagnahmten Viehbestands in Kasachstan zu belassen, um die Wiederaufstockung der Viehwirtschaft zu ermöglichen.
Mit der Emigrationswelle 1931/1932 wurde es zum Massenphänomen, dass die Auswanderer ihr Vieh zurückließen. Dadurch wurden die Flüchtlingszüge aus der KASSR nun selbst zunehmend zu einer weiteren Todesfalle.
Es kam zu immer größeren Konflikten zwischen den Flüchtlingen und den sesshaften Bauern in den Gegenden, in denen sich Flüchtlinge aufhielten. Diebstahl durch Flüchtlinge, Hunger auf allen Seiten, ansteckende Krankheiten und Rassismus zwischen Europäern und Zentralasiaten (so etwa der weitverbreitete Glaube der Russen, die Kasachen würden mit Vorliebe russische Kinder essen) erzeugten Streitigkeiten. Rassismus zeigte sich auch auf den Kolchosen, wo die Europäer oft die Zentralasiaten aus den Bauernhöfen ausstießen. Wenn sich Direktoren zu Entlassungen gezwungen sahen, waren besonders die kasachischen Nomaden das bevorzugte Opfer der Entlassung, sowohl aus rassistischen Gründen als auch aus wirtschaftlichem Kalkül, die schlechter ausgebildeten Arbeiter zuerst zu entlassen.
Wie auch im Rest der UdSSR kam es ab 1932 zu einer partiellen Kehrtwende in der Vernichtung privatwirtschaftlicher Initiativen durch die Sowjetregierung. Am 17. September 1932 wurde es Nomaden und Kolchosenarbeitern wieder erlaubt, kleine Mengen Vieh als Privatbesitz zu halten. Diese Zahl wurde durch einen Befehl des Kraikom vom 19. Oktober 1932 auf 100 Schafe und 5 Kühe spezifiziert (ab 19. Dezember 1934: 150 Schafe und 7 Kühe in den Viehzuchtregionen, mit kleineren Mengen für Ackerbauregionen). Da es zu diesem Zeitpunkt wohl keine einzige Kolchose in der KASSR gab, die genug Nutztiere hatte, diese Begrenzungen relevant werden zu lassen, kam dieser Beschluss einer Privatisierung der gesamten Viehzucht in der KASSR gleich. Dieser Kompromiss zwischen Kollektivierung und Privatwirtschaft war ein wichtiger Schritt zur Beendigung der Hungersnot.

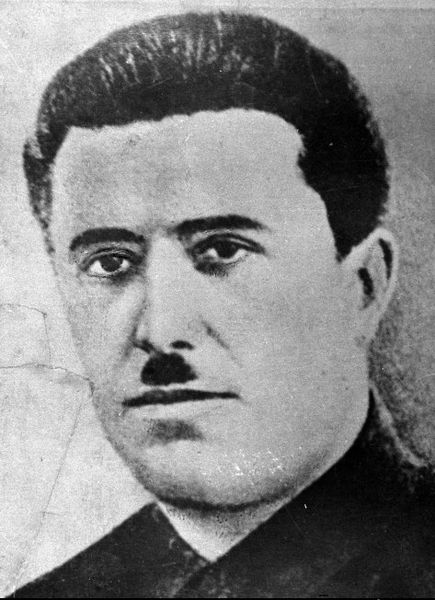
Lewon Mirsojan wurde Januar 1933 Erster Parteisekretär in der KASSR.

Im Januar 1933, unter immer lauter werdenden Protesten der Parteifunktionäre in der KASSR, wurde Goloschtschokin von der Zentralregierung seines Amtes enthoben. Er wurde durch den Armenier Lewon Issajewitsch Mirsojan ersetzt, welcher das Amt des Ersten Sekretärs in der KASSR (ab Dezember 1936 KSSR) bis 1938 bekleiden würde. Mirsojan hatte zuvor in der Aserbaidschanischen SSR gewirkt. Die Position in der KASSR hatte er vermutlich erhalten, da er bei Stalins engem Vertrauten Sergei M. Kirow hoch im Kurs stand. Mirsojans neue Kraikom fand eine desaströse Situation vor. Die Hälfte der ethnischen Kasachen war bis Februar 1933 entweder tot oder emigriert, und ein großer Teil der Viehzucht war durch die Ausführung und Tötung des Großteils der Viehbestände der KASSR in desolaten Zuständen.
In der zunehmenden Verzweiflung wurde das Aussetzen von Kindern zu einem häufigen Ergebnis der Hungersnot. Im Jahr 1933 wurde die Zahl einsamer Kinder in der KASSR, entweder verwaist oder ausgesetzt, von sowjetischen Behörden auf 61.000 geschätzt.
Wie auch im Rest der UdSSR läutete die einigermaßen erfolgreiche Ernte des Jahres 1933 die Endphase der Hungersnot in der KASSR ein. Dazu kam die Entscheidung der Zentralregierung, eine massive Importaktion für Vieh zu unternehmen. Besonders aus China wurden große Zahlen Nutztiere in die KASSR eingeführt.

## Unterschiede zu den anderen Hungerregionen der UdSSR
Innerhalb der größeren allsowjetischen Hungersnot der 1930er-Jahre, zu der auch der Holodomor in der Ukraine und die Hungersnot in Südwestrussland gehören, ist die kasachische Hungersnot durch einige Merkmale einzigartig. Zwar wurden alle drei Hungergebiete (Kasachstan, Ukraine, Südwestrussland) durch die Kollektivierungsmaßnahmen in der Landwirtschaft in die Krise gestoßen, doch waren die Opfer in Kasachstan nicht vornehmlich Bauern und Landarbeiter (wie es in der Ukraine und in Russland der Fall war), sondern hauptsächlich Nomaden und Viehzüchter.
Auch die Fluchtbewegungen waren in Kasachstan wesentlich größer als in der Ukraine und in Russland, da der Lebensstil der Flüchtlinge weniger sesshaft und die weitläufigen Gegenden Kasachstans schwieriger zu kontrollieren waren als die infrastrukturell besser vernetzten Agrargebiete in Osteuropa.

## Demographische Folgen

### Todeszahlen
Im Jahr 1934 war die Bevölkerung der KASSR seit 1926 von 6,5 Millionen auf 4,8 Millionen gesunken. Der Bevölkerungsverlust von 1,7 Millionen ist aber nicht komplett durch die Todeszahlen der Hungersnot zu erklären, da auch die Massenauswanderung der kasachischen Bevölkerung in andere Teile der Sowjetunion und über die Unionsgrenzen in der Zahl des Bevölkerungsverlusts inbegriffen ist. Dazu kommt, dass Neugeburten sowie Todesfälle ohne Bezug auf die Hungersnot zwischen 1926 und 1937 zusätzlich die Bevölkerungszahl verändern.
Für die Todeszahlen während der kasachischen Hungersnot gibt es verschiedene Schätzungen.
- Wolowyna et al. (2016): 1.258.000.[11]
- Sergei Maksudov (1999): 1.450.000.[12]
- Sarah Cameron (2016 sowie 2018): 1.500.000,[4]:2[6] davon 1.300.000 Kasachen.[6]

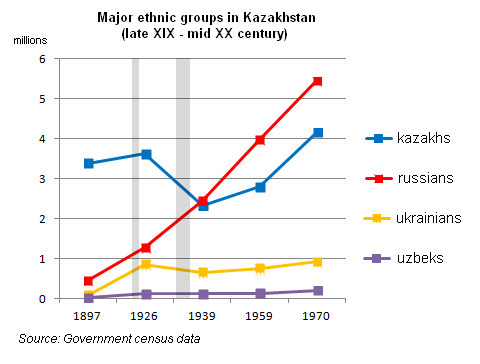
Bevölkerungsverlauf in Kasachstan nach Volksgruppe, 1897 bis 1970.

57,1 % der Bevölkerung waren vor der Hungersnot Kasachen, danach nur noch 38 %. Erst nach der staatlichen Unabhängigkeit wurden die Kasachen erneut zur Mehrheit in ihrem eigenen Nationalstaat. Zwischen 1926 und 1939 wuchs der Anteil der Russen an der Bevölkerung der KASSR/KSSR von 21,2 % auf 40,3 %.:501 Der Anteil der Kasachen überstieg in einer Volkszählung den Anteil der Russen erst wieder im Jahr 1989, als die KSSR von 39,7 % Kasachen und 37,8 % Russen bevölkert war. Erst seit der kasachischen Volkszählung 1999 liegt der Anteil der Kasachen in Kasachstan wieder über 50 %.:2
Die sowjetische Volkszählung 1937 wurde von den Sowjetbehörden vertuscht, nachdem die Ergebnisse die Bevölkerungsverluste akkurat widerspiegelten.

### Emigration
Ab Winter 1927/1928 kam es zu immer größeren Migrationsströmen aus Kasachstan heraus.
- 200.000 Kasachen überquerten die sowjetische Außengrenze und flohen nach Xinjiang, damals Teil der Republik China.[5]
- Über 1.000.000 Kasachen migrierten landesintern und wechselten in eine andere Teilrepublik der UdSSR.[5][16]
- Eine kleine Zahl Kasachen floh in den Iran.[17]

Zwischen 1930 und 1931 verließen 286.000 Familien (insgesamt über 1.000.000 Menschen) die KASSR. 1932 folgten weitere 78.000 Familien, gefolgt von weiteren 31.000 Familien im Jahr 1933.
Die meisten Emigranten waren kasachische Nomaden, aber auch europäische Kolonisten verließen in steigenden Zahlen die KASSR. Die meisten flüchtenden Europäer versuchten, in ihre Heimatregionen in der Ukrainischen SSR oder im Nordkaukasus zurückzukehren, aber manche gingen auch über die Unionsgrenze nach China.
Ab 1934 kam es zu sowjetischen Anstrengungen, die geflohenen Kasachen per Deportation nach Kasachstan zurückzubewegen.

## Erinnerungskultur in Kasachstan
Besonders im Vergleich zur Erinnerungskultur in der Ukraine, wo der Holodomor ein zentrales Element der nationalen Identität geworden ist, ist die Erinnerungskultur an die Hungersnot der 1930er-Jahre in Kasachstan eher schwach ausgeprägt. Während die Ukraine das Risiko einer diplomatischen Konfrontation mit Russland akzeptiert, war Kasachstan im Vergleich politisch zu stark an Russland angelehnt und auf Russland angewiesen. Kasachstans langjähriger autoritärer Machthaber, Nursultan Nasarbajew, war seit der Regierung Jelzin ein enger Verbündeter Moskaus, was sich mit den Regierungen Putin und Medwedew nicht änderte. Das gesellschaftliche Interesse am Thema der Hungersnot ist in Kasachstan durchaus vorhanden, aber die kasachische Führung ist vorsichtig, die russisch-kasachischen Beziehungen sowie die Stimmung der russischen Minderheit in Kasachstan nicht durch gesellschaftliche Diskussionen über die Hungersnot aufs Spiel zu setzen. Seit den 1990er-Jahren ist die Zahl der wissenschaftlichen Publikationen über die kasachische Hungersnot in Kasachstan rückläufig.
Nasarbajew hatte 1992 angekündigt, eine Einstufung der kasachischen Hungersnot als Völkermord anzustreben, aber verkündete im Jahr 2012, dass man die Katastrophe nicht „politisieren“ solle.
Denkmäler an die Opfer der Hungersnot werden vermehrt seit den 2010er-Jahren errichtet, so etwa in Astana im Jahr 2012 oder in Almaty im Jahr 2017. Am 31. Mai, seit 1997 kasachischer Gedenktag der Opfer politischer Repressionen, wird seit einigen Jahren auch der Opfer der Hungersnot gedacht.

## Historische Aufarbeitung
In der westlichen Geschichtsschreibung ist die kasachische Hungersnot in vielerlei Hinsicht von der Erforschung des ukrainischen Holodomor überschattet. Besonders das Ziel der Ukraine und der ukrainischen Diaspora in westlichen Staaten, den Holodomor als Völkermord an den Ukrainern anerkannt zu sehen, führte in westlichen Historiographien zu einem verstärkten Fokus auf dem Holodomor und einem verringerten historischen Interesse an den anderen Hungerregionen der sowjetischen Hungersnot der 1930er-Jahre.:5
Einige westliche Historiker, die sich in bedeutenden Werken mit der Hungersnot in Kasachstan befasst haben, sind folgend aufgelistet:
- Martha Brill Olcott, USA (1981)[23]
- Robert Conquest, Großbritannien (1986)[24]
- Isabelle Ohayon, Frankreich (2006)[25]
- Niccolò Pianciola, Italien (2009)[26]
- Robert Kindler, Deutschland (2014)[27]
- Sarah Cameron, USA (2018)[4]

In der Historiographie der Sowjetunion, in der Kritik an der Vergangenheit von Staat und Partei verpönt war, wurde Filipp Issajewitsch Goloschtschokin, der Parteichef in der KASSR zwischen 1925 und Januar 1933, zum Sündenbock der wenigen Fehler, deren Eingeständnis während der Sowjetzeit erlaubt war. In der russischsprachigen und kasachischsprachigen Historiographie ist aus diesem Grund der Begriff „Goloschtschokins Genozid“, „Goloschtschokin-Genozid“ oder „Goloschtschokin“ als seltener Alternativname für die kasachische Hungersnot moderat verbreitet.